# 여성국극동호회
여성국극동호회(女性國劇同好會)는 대한민국의 창극 극단이다. 박녹주·박초월·박귀희·김소희 등이 중심이 되어 창극 <해님달님>을 비롯한 많은 창극을 공연하였다.